# Jürgen Stabe
Jürgen Stabe (* 26. Januar 1938 in Seifhennersdorf; † 8. November 2015) war ein deutscher evangelischer Pfarrer, langjähriger Vorsitzender der Deutschen Evangelischen Allianz, Superintendent des Kirchenbezirks Annaberg-Buchholz und Sachbuchautor.

## Leben
Jürgen Stabe ging ab 1944 in Zittau zur Schule, begann danach eine Lehre als Landwirt und absolvierte weiterführend ein Fachschulstudium. Anschließend arbeitete er als Agronom und Ökonom in der Landwirtschaft, bevor er sich zum Studium der Theologie entschloss. 
1977 wurde er in Annaberg-Buchholz einer der jüngsten Kirchenkreisleiter der Evangelisch-Lutherischen Landeskirche Sachsens. Von 1981 an gehörte er zur Leitung der Evangelischen Allianz in der DDR, die 1982 als eigenständige und rechtsfähige „Zentrale kirchliche Gemeinschaft“ von der DDR-Regierung anerkannt wurde. Ab 1987 war er deren Vorsitzender. Von April 1991 bis 1994 war er der erste gesamtdeutsche Vorsitzende der Deutschen Evangelischen Allianz nach der Deutschen Wiedervereinigung, leitete die Blankenburger Allianzkonferenzen und engagierte sich für das Evangelische Allianzhaus in Bad Blankenburg, dessen Aufsichtsrat er ebenfalls viele Jahre angehörte. Ende Oktober 1999 trat er aus gesundheitlichen Gründen vorzeitig in den Ruhestand, blieb aber bis 2003 Mitglied der Vorstände der beiden Deutschen Evangelischen Allianzen. In den letzten Jahren erblindete er.
Er war Mitglied der tschechisch-deutschen Arbeitsgruppe der Evangelischen Brüder und der Evangelischen Kirche in Deutschland, gehörte zum Kuratorium des Christlichen Aids-Hilfsdienst e. V. und zählte als Unterstützer zu den Erstunterzeichnern der Initiative „Zeit zum Aufstehen – Ein Impuls für die Zukunft der Kirche“.
Jürgen Stabe war verheiratet mit seiner Ehefrau Brigitte und lebte in Crottendorf.

## Veröffentlichungen
- Wunderbar geführt: Erinnerungen und Begegnungen, SCM R. Brockhaus, Witten 2002, ISBN 978-3-417-11802-5.
- Glaube, Gänse und Genossen: mein Leben in zwei deutschen Staaten (Autobiografie), SCM Hänssler, Holzgerlingen 2009, ISBN 978-3-7751-5076-7.

als Herausgeber
- Kirchen in und um Annaberg, Wartburg-Verlag, Weimar & Jena 1994, ISBN 978-3-86160134-0.
- Barbara Uthmann in Annaberg, Förderverein zur Wiedererrichtung des Barbara-Uthmann-Denkmals auf dem Annaberger Markt (1999–2002), Annaberg-Buchholz 2002, DNB 965431320